# Siccia
Siccia este un gen de insecte lepidoptere din familia Arctiidae.

## Specii[1]
- Siccia adiaphora
- Siccia albescens
- Siccia albisparsa
- Siccia altiguttata
- Siccia baibarensis
- Siccia bicolorata
- Siccia caffra
- Siccia cinereicolor
- Siccia cingalesa
- Siccia commota
- Siccia conformis
- Siccia cretata
- Siccia decolorata
- Siccia discrepans
- Siccia duodecimpunctata
- Siccia fasciata
- Siccia flava
- Siccia fukudai
- Siccia fulvocincta
- Siccia fumeola
- Siccia grammophora
- Siccia guttulosana
- Siccia gypsia
- Siccia humilis
- Siccia interspersa
- Siccia kuangtungensis
- Siccia likiangensis
- Siccia melanospila
- Siccia microsticta
- Siccia minima
- Siccia minuta
- Siccia modesta
- Siccia nigra
- Siccia nigropunctana
- Siccia nigropunctata
- Siccia nilgirica
- Siccia obscura
- Siccia pallens
- Siccia parvula
- Siccia paucipuncta
- Siccia punctigera
- Siccia punctipennis
- Siccia pustulata
- Siccia pyralina
- Siccia quilimania
- Siccia quinquefascia
- Siccia sagittifera
- Siccia seriata
- Siccia sinuata
- Siccia sordida
- Siccia stictica
- Siccia stigmatias
- Siccia subcinerea
- Siccia taiwana
- Siccia taprobanis
- Siccia taprobanoides
- Siccia teitaensis
- Siccia tenebrosa
- Siccia tripuncta
- Siccia vnigra